# Équipe de Belgique de football en 1969
Maillots
Chronologie
Saison précédente Saison suivante
L'équipe de Belgique de football se qualifie en 1969 pour la phase finale de Coupe du monde au Mexique et dispute deux rencontres amicales face à celui-ci.

## Objectifs
Le seul objectif de la saison pour la Belgique est de tenter de se qualifier pour la Coupe du monde pour la cinquième fois de son histoire, la première depuis l'édition 1954.

## Résumé de la saison
Versée dans un groupe relevé en compagnie de l'Espagne, la Yougoslavie et la Finlande, la Belgique parvient à se qualifier pour la Coupe du monde 1970 en déjouant les pronostics. L'équipe est emmenée par les attaquants Johan Devrindt et Odilon Polleunis, auteurs respectivement de six et cinq buts sur les quatorze inscrits par la Belgique durant les qualifications. Durant la phase finale, la Belgique remporte sa première victoire en Coupe du monde face au Salvador (3-0) mais est ensuite battue par l'URSS (1-4) et le Mexique (0-1), deux défaites signifiant son élimination. Les joueurs les plus en vue sont l'attaquant Raoul Lambert et le milieu Wilfried Van Moer, qui inscrivent chacun deux buts durant le tournoi.

## Bilan de l'année
L'objectif est atteint, contre toute attente la Belgique se qualifie pour sa première phase finale après seize longues années d'absence à ce stade de la compétition et en écartant notamment la Yougoslavie, finaliste du dernier championnat d'Europe en Italie, et l'Espagne, vainqueur en 1964.

### Coupe du monde 1970

#### Éliminatoires (Groupe 6)
| Rang | Équipe      | Pts | J | G | N | P | Bp | Bc | Diff |  | Résultats (▼ dom., ► ext.) |     |     |     |     |
| ---- | ----------- | --- | - | - | - | - | -- | -- | ---- |  | -------------------------- | --- | --- | --- | --- |
| 1    | Belgique    | 9   | 6 | 4 | 1 | 1 | 14 | 8  | +6   |  | Belgique                   |     | 3-0 | 2-1 | 6-1 |
| 2    | Yougoslavie | 7   | 6 | 3 | 1 | 2 | 19 | 7  | +12  |  | Yougoslavie                | 4-0 |     | 0-0 | 9-1 |
| 3    | Espagne     | 6   | 6 | 2 | 2 | 2 | 10 | 6  | +4   |  | Espagne                    | 1-1 | 2-1 |     | 6-0 |
| 4    | Finlande    | 2   | 6 | 1 | 0 | 5 | 6  | 28 | -22  |  | Finlande                   | 1-2 | 1-5 | 2-0 |     |

- Sélection qualifiée pour la Coupe du monde 1970

## Les matchs
| Coupe du monde 1970 Éliminatoires - Groupe 6                     | Belgique         | 2 - 1                  | Espagne    | Stade Maurice Dufrasne Liège, Belgique              |                                                     |
| 23 février 1969 · 15:00 heure locale · Historique des rencontres | Devrindt 32e 76e | (1 – 0)                | Asensi 77e | Spectateurs : 31 668 Arbitrage : Tage Sørensen (hu) | Spectateurs : 31 668 Arbitrage : Tage Sørensen (hu) |
| 23 février 1969 · 15:00 heure locale · Historique des rencontres |                  | Rapport (RBFA) Rapport | Eladio 74e | Spectateurs : 31 668 Arbitrage : Tage Sørensen (hu) | Spectateurs : 31 668 Arbitrage : Tage Sørensen (hu) |

| Match amical                                                   | Belgique                 | 2 - 0   | Mexique | Stade du Heysel Laeken, Belgique              |                                               |
| 16 avril 1969 · 19:30 heure locale · Historique des rencontres | Puis 43e · Van Himst 72e | (1 – 0) |         | Spectateurs : 3 900 Arbitrage : Robert Héliès | Spectateurs : 3 900 Arbitrage : Robert Héliès |
| 16 avril 1969 · 19:30 heure locale · Historique des rencontres | Rapport (RBFA) Rapport   |         |         | Spectateurs : 3 900 Arbitrage : Robert Héliès | Spectateurs : 3 900 Arbitrage : Robert Héliès |

Note : Première rencontre officielle entre les deux nations.
| Coupe du monde 1970 Éliminatoires - Groupe 6                     | Yougoslavie                                    | 4 - 0   | Belgique | Stade municipal Skopje, Yougoslavie                     |                                                         |
| 19 octobre 1969 · 15:00 heure locale · Historique des rencontres | Belin 2e · Spasovski (en) 31e 33e · Džajić 51e | (3 – 0) |          | Spectateurs : 21 583 Arbitrage : Brunon Piotrowicz (hu) | Spectateurs : 21 583 Arbitrage : Brunon Piotrowicz (hu) |
| 19 octobre 1969 · 15:00 heure locale · Historique des rencontres | Rapport (RBFA) Rapport                         |         |          | Spectateurs : 21 583 Arbitrage : Brunon Piotrowicz (hu) | Spectateurs : 21 583 Arbitrage : Brunon Piotrowicz (hu) |

| Match amical                                                     | Mexique                | 1 - 0   | Belgique | Stade Azteca Mexico, Mexique                   |                                                |
| 5 novembre 1969 · 21:00 heure locale · Historique des rencontres | Onofre (es) 2e         | (1 – 0) |          | Spectateurs : 50 000 Arbitrage : Mario Canessa | Spectateurs : 50 000 Arbitrage : Mario Canessa |
| 5 novembre 1969 · 21:00 heure locale · Historique des rencontres | Rapport (RBFA) Rapport |         |          | Spectateurs : 50 000 Arbitrage : Mario Canessa | Spectateurs : 50 000 Arbitrage : Mario Canessa |

## Les joueurs
| Joueurs                | Joueurs                   | QCM 1970 | Amical | QCM 1970 | Amical |
| ---------------------- | ------------------------- | -------- | ------ | -------- | ------ |
| Gardiens de but        |                           |          |        |          |        |
| Jean-Marie Trappeniers | RSC Anderlechtois         | 90       | 90     |          |        |
| Fernand Boone          | RFC Brugeois              | r        |        |          |        |
| Jacques Duquesne       | Olympic Club de Charleroi |          | r      | r        | r      |
| Christian Piot         | Standard de Liège         |          |        | 90       | 90     |
| Défenseurs             |                           |          |        |          |        |
| Georges Heylens        | RSC Anderlechtois         | 90       | 90     | 90       | 90     |
| Léon Jeck              | Standard de Liège         | 90       | 90     | 90       | 90     |
| Nico Dewalque          | Standard de Liège         | 90       | 90     |          | 90     |
| Jean Thissen           | Standard de Liège         | 90       | 90     | 90       | 90     |
| Jean Cornelis          | RSC Anderlechtois         | r        | r      |          |        |
| Alfons Peeters         | RSC Anderlechtois         | r        |        |          |        |
| Jacques Beurlet        | Standard de Liège         |          | r      | 90       | r      |
| Milieux                |                           |          |        |          |        |
| Wilfried Van Moer      | Standard de Liège         | 50e      | 46e    | 46e      | 90     |
| Odilon Polleunis       | K Saint-Trond VV          | 90       | 90     | 90       | 90     |
| Léon Semmeling         | Standard de Liège         | 90       | 75e    |          |        |
| Jean Dockx             | R Racing White            | 50e      | 46e    |          | 90     |
| Jan Verheyen           | K Beerschot VAV           | r        | 75e    | 46e      | 90     |
| Pierre Hanon           | RSC Anderlechtois         |          |        | 90       | r      |
| Henri Depireux         | Standard de Liège         |          |        | r        | 46e    |
| Attaquants             |                           |          |        |          |        |
| Johan Devrindt         | RSC Anderlechtois         | 90       | 90     |          |        |
| Paul Van Himst         | RSC Anderlechtois         | 90       | 90     | 90       |        |
| Wilfried Puis          | RSC Anderlechtois         | 90       | 90     | 90       |        |
| Raoul Lambert          | RFC Brugeois              |          |        | 90       |        |
| Jean Janssens          | SK Beveren-Waes           |          |        | r        | 46e    |
| Julien Van Puymbroeck  | K Beerschot VAV           |          |        |          | 90,    |

Un « r » indique un joueur qui était parmi les remplaçants mais qui n'est pas monté au jeu.
1. 1 2 3 4  Première sélection officielle pour le joueur.
2. 1 2 3  Dernière sélection officielle pour le joueur.

## Aspects socio-économiques

### Couverture médiatique
| Jour de diffusion | Match                                       | Compétition    | Diffuseur francophone | Diffuseur néerlandophone |
| ----------------- | ------------------------------------------- | -------------- | --------------------- | ------------------------ |
| 23 février 1969   | Belgique - Espagne                          | Coupe du monde | non diffusé           | non diffusé              |
| 16 avril 1969     | Belgique - Mexique (2e mi-temps uniquement) | Amical         | RTB                   | BRT                      |
| 19 octobre 1969   | Yougoslavie - Belgique                      | Coupe du monde | non diffusé           | non diffusé              |
| 5 novembre 1969   | Mexique - Belgique                          | Amical         | non diffusé           | non diffusé              |

Source : Programme TV dans Gazet van Antwerpen.

## Sources

### Archives
1. ↑  (nl) « Concentra online archief », sur krantenarchief.concentra.be, Mediahuis.